# Suffer
Suffer (dt. Leiden) ist das 3. Album der Punkrock-Band Bad Religion, das 1988 veröffentlicht wurde und den Durchbruch (in internationalen Punkkreisen) für die Band markierte. Es ist das erste Album der Band in Original-Besetzung seit ihrer zwischenzeitlichen (Teil-)Auflösung 1984.

## Aufnahmen
Das Album wurde im April 1988 im Westbeach Recorders-Studio in Hollywood von Brett Gurewitz und Donnell Cameron in acht Tagen aufgenommen und gemixt.

## Erfolg
Suffer hatte aufgrund des großen Einflusses auf die kalifornische Punk-Szene einen wichtigen Anteil am Punk Revival der 1990er Jahre. Außerdem leistete der Erfolg des Albums einen wesentlichen Beitrag zum Erfolg des Epitaph-Labels, das eben jene Punkbands wie z. B. The Offspring, NOFX, Rancid und Pennywise in weiterer Folge unter Vertrag nahm. Fat Mike, Sänger und Bassist von NOFX, bezeichnete es in Bezug auf das amerikanische Punk-Revival der 90er als „record that changed everything“ (dt.: „[Das] Album, das alles veränderte“) und rezensierte es (genauso wie Chuck Ragan, Sänger und Gitarrist von Hot Water Music) in der 250. Ausgabe des Musikmagazins Visions als das Album, welches den größten musikalischen Einfluss auf ihn hatte. Als NOFX nach ihrer ersten Europatournee im Sommer 1988 wegen Erfolglosigkeit kurz vor der Auflösung standen, inspirierte das gerade erschienene Album Suffer von Bad Religion den demotivierten Sänger Fat Mike, an den musikalischen Fertigkeiten von NOFX zu feilen, um etwas ähnlich Großartiges wie dieses Bad-Religion-Album zu erschaffen.
| Medium         | Rating | Kritiker       |
| -------------- | --- | -------------- |
| Allmusic       | Sternsymbol · Sternsymbol · Sternsymbol · Sternsymbol · Sternsymbol                                                                       | Johnny Loftus  |
| Rock Hard      | Sternsymbol · Sternsymbol · Sternsymbol · Sternsymbol · Sternsymbol · Sternsymbol · Sternsymbol · Sternsymbol · Sternsymbol · Sternsymbol | Michael Rensen |
| Piero Scaruffi | Sternsymbol · Sternsymbol · Sternsymbol · Sternsymbol · Sternsymbol · Sternsymbol · Sternsymbol · Sternsymbol · Sternsymbol · Sternsymbol | Piero Scaruffi |

## Rezeption
Das Album erhielt seit seiner Veröffentlichung allgemein gute Kritiken und erreichte Platz 222 der 300 besten Hard 'n' Heavy Scheiben aller Zeiten in der November-Ausgabe 2001 des Rock Hard Magazins.

## Titelliste
1. You Are (The Government) – 1:21
2. 1000 More Fools – 1:34
3. How Much Is Enough? – 1:22
4. When? – 1:38
5. Give You Nothing – 2:00
6. Land of Competition – 2:04
7. Forbidden Beat – 1:56
8. Best for You – 1:53
9. Suffer – 1:47
10. Delirium of Disorder – 1:38
11. Part II (The Numbers Game) – 1:39
12. What Can You Do? – 2:44
13. Do What You Want – 1:05
14. Part IV (The Index Fossil) – 2:02
15. Pessimistic Lines – 1:07